# 林佳世子
林 佳世子（はやし かよこ、1958年11月8日 - ）は、日本の歴史学者、国立大学協会専務理事・前副会長、東京外国語大学名誉教授・前学長。専門は西アジア社会史、オスマン朝史。

## 経歴
- 1958年、山口県生まれ。1977年3月、東京都立立川高等学校を卒業し、お茶の水女子大学文教育学部で学んだ。1981年3月に卒業し、お茶の水女子大学大学院人文科学研究科東洋史学専攻修士課程修了。東京大学大学院人文科学研究科東洋史学専攻博士課程へ進んだ。1988年3月に博士課程を退学し、4月より東京大学東洋文化研究所助手に就いた。

- 1993年4月より東京外国語大学外国語学部講師。1996年4月に助教授、2005年4月に教授に昇格。(2009年4月より、大学院重点化による配置換えに伴い、同大学院総合国際学研究院（言語文化部門・文化研究系）教授。2019年4月より、国立大学法人東京外国語大学学長を務めた。

役職
- 2019年6月　一般社団法人国立大学協会副会長
- 2020年7月　公益財団法人トヨタ財団評議員[1]
- 2022年12月 文部科学省日本ユネスコ国内委員会委員[2]

## 著書

### 単著
- 『オスマン帝国の時代』 山川出版社［世界史リブレット］, 1997年
- 『興亡の世界史（10） オスマン帝国 500年の平和』 講談社, 2008年
- 『興亡の世界史 オスマン帝国 500年の平和』 講談社学術文庫, 2016年。ISBN 978-4-06-292353-8

### 共編著
- 編著『イスラーム 書物の歴史』名古屋大学出版会, 2014年 ISBN 978-4815807733
- "The Ottoman State and Societies in Change: A Study of the Nineteenth Century Temettuat Registers", co-edited with Mahir Aydin, (Kegan Paul, 2004).
- 桝屋友子 共編『記録と表象――史料が語るイスラーム世界』東京大学出版会, 2005年
- 小杉泰・東長靖 共編『イスラーム世界研究マニュアル』名古屋大学出版会, 2008年
- オゼル・エルゲンチ、渡辺浩一 共編『中近世日本とオスマン朝にみる国家・社会・文書』東洋文庫, 2009年
- 『岩波講座世界歴史』岩波書店, 2021年[3].